# Astragalus galactites
Astragalus galactites är en ärtväxtart som beskrevs av Pall.. Astragalus galactites ingår i släktet vedlar, och familjen ärtväxter. Inga underarter finns listade i Catalogue of Life.